# Järvi-Järvinen
Järvi-Järvinen eller Järvijärvi är en sjö i Finland. Den ligger i kommunen Sodankylä i landskapet Lappland, i den norra delen av landet, 800 km norr om huvudstaden Helsingfors. Järvijärvi ligger 303,5 meter över havet. Arean är 30,8 hektar och strandlinjen är 2,41 kilometer lång. Sjön  ingår i Kemi älvs huvudavrinningsområde. 